# NGC 3195
NGC 3195 (Caldwell 109) est une nébuleuse planétaire située dans la constellation du Caméléon. NGC 3195 a été découverte par l'astronome britannique John Herschel en 1835.

## Observation
Avec une magnitude visuelle apparente de 11,6, on peut l'observer avec un télescope dont l'ouverture est d'au moins 200 mm.  

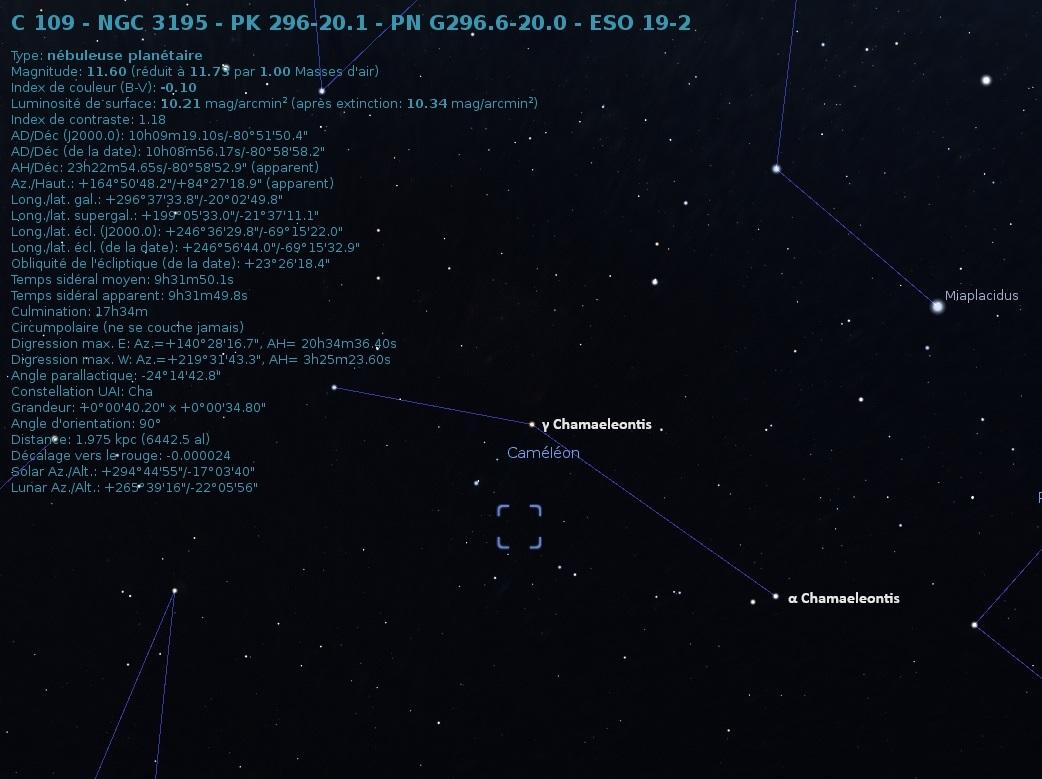
Localisation de NGC 3195 dans la constellation du Camaléon (Stellarium).

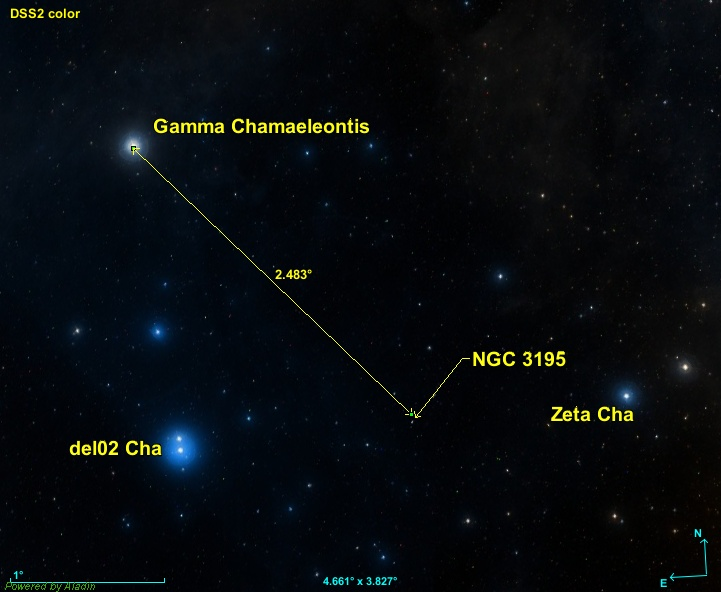
Position de NGC 3195 par rapport à des étoiles.

La nébuleuse NGC 3195 est située à environ 2,5 degrés au sud-ouest de l'étoile Gamma Chamaeleontis, à peu près à mi-chemin entre Zeta Chamaeleontis (en) et Delta2 Chamaeleontis.
Avec une déclinaison de -81°, cette nébuleuse est circompolaire sud. Pour voir la sphère de cette nébuleuse et ainsi la différencier d'une étoile, il faut utiliser un grossissement d'au moins 75x.  La magnitude de son étoile centrale est très faible, seulement 15,3 et elle est donc hors de portée d'un petit télescope.

## Caractéristiques

### Distance, taille et vitesse
Deux distances très semblables sont  indiquées sur la base de données Simbad : 1,998 ± 0,400 kpc (∼6 520 al) et environ 1 975 pc (∼6 440 al).
La taille apparente de la nébuleuse est de 0,7′ × 0,5′, ce qui, compte tenu de la distance de 1 988 ± 400 pc et grâce à un calcul simple, équivaut à une taille réelle de 1,33 ± 0,27 al × 0,95 ± 0,19 al.
Cette nébuleuse s'approche du système solaire à une vitesse de −9 km/s.

## Galerie

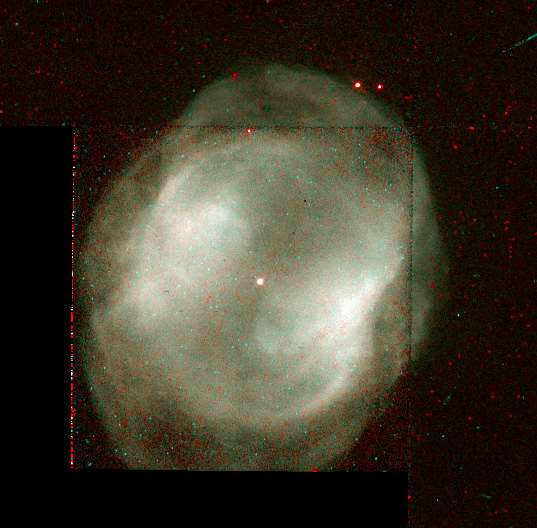
NGC 3195 par Judy Schmidt.
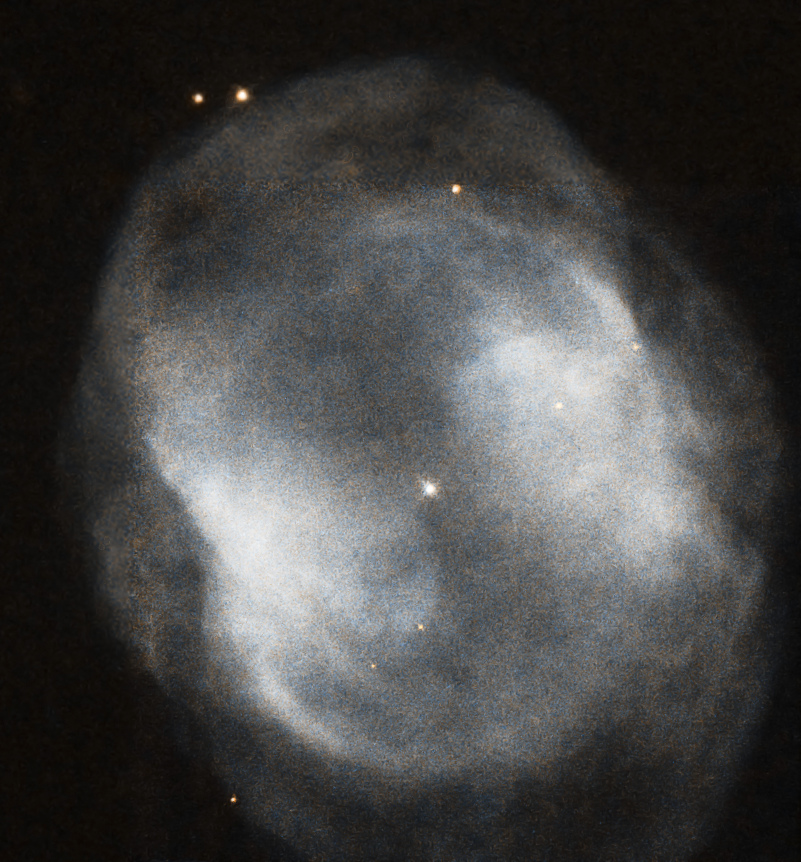
Autre image de NGC 3195 par Judy Schmidt.
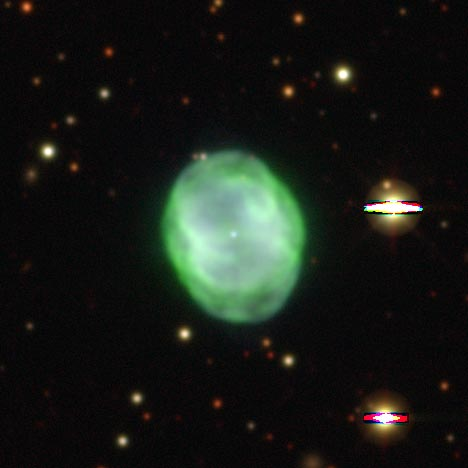
NGC 3195 par le projet « Legacy Surveys DR10 »[10].